# Afinogen Jakowlewitsch Antonowitsch
Afinogen Jakowlewitsch Antonowitsch (russisch Афиноген Яковлевич Антонович; geboren 1848; gestorben am 7. Juli 1917) war ein russischer Ökonom und Statistiker. Er arbeitete als Universitätsdozent, Publizist und in der russischen Regierung, zeitweilig als stellvertretender Finanzminister.

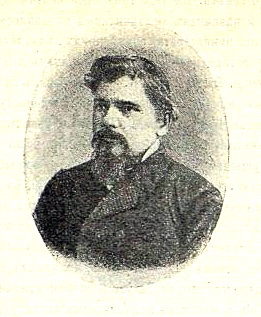
Afinogen J. Antonowitsch 1897

Antonowitsch absolvierte die rechtswissenschaftliche Fakultät der Kaiserlichen Universität des Hl. Wladimir, der Vorgängerinstitution der Universität Kiew, und war von 1873 bis 1882 Professor für Volkswirtschaftslehre, Statistik und Rechtswissenschaft am neugegründeten Institut für Land- und Forstwirtschaft in Nowa Aleksandria. Anschließend war er Professor für Rechts- und Staatswissenschaften an der Universität Kiew. 
Seine Diplomarbeit behandelte Die Theorie der Werte (veröffentlicht Warschau 1877). Antonowitsch wurde mit einer Arbeit über die Theorie des Papiergeldumlaufs promoviert (1883). Er veröffentlichte weitere russischsprachige Monographien über Grundlagen der Volkswirtschaftslehre (Warschau 1879), Der Kurs der politischen Ökonomie (Kiew 1886) und Der Kurs der Verwaltungsreform (Kiew 1890).
Von 1887 bis 1892 schrieb er für das von Sergei Witte gegründete Kiewer Wort (russisch Киевское слово, Kijewskoje slowo), einer gemäßigt konservativen Zeitung, die zweimal wöchentlich erschien. Witte schrieb in seinen Memoiren, er habe die Zeitung ins Leben gerufen, um gegen den Kiewer Ökonomieprofessor und Zeitungsbetreiber Dmitri Pichno ein publizistisches Gegengewicht aufzubauen, da dieser Wittes Eisenbahnprojekte scharf kritisiert hatte. Um nicht selbst in Erscheinung zu treten, habe Witte die Zeitung in die Hände Antonowitschs gelegt, der Beginn eines engen Vertrauensverhältnisses.
Von März 1893 bis März 1896 war Antonowitsch unter Sergei Witte stellvertretender russischer Finanzminister, der ihn wegen ihrer bisherigen Zusammenarbeit schätzte und wegen seiner Dissertation über den Geldumlauf ausgewählt hatte, da Witte für die Währungsreform einen Metallstandard plante. Im Rückblick aber warf er Antonowitsch vor, wegen der öffentlichen Opposition zu diesen Plänen umgefallen zu sein und gegen Witte intrigiert zu haben. Als Provinzler sei er zum Gespött in Regierungskreisen geworden. Sein späterer Nachfolger Wladimir Kokowzow urteilte in seinen Erinnerungen, Antonowitsch sei als „guter Wissenschaftler“ nach Sankt Petersburg gekommen, aber als Neuling „klar am falschen Ort“ gewesen, der selbst Routineaufgaben wie Berichte an den Staatsrat nicht zu erledigen vermocht habe, weshalb er erst beurlaubt und dann nach Kiew zurückbeordert worden sei. Der konservative Politiker Wladimir Gurko rückte diese Darstellung in seinen Memoiren in eine andere Perspektive; demnach sei Antonowitsch mit dem erklärten Ziel angetreten, Handel und Industrie in Russland durch stark erhöhten Geldumlauf zu fördern und habe zu dem Zweck die Statuten der Zentralbank für Kreditvergabe gelockert; erst später habe Witte sich in einer Kehrtwende für den Goldstandard entschieden und damit auch gegen die Linie Antonowitschs.
Nach seiner Rückkehr nach Kiew wurde Antonowitsch Mitglied des Verwaltungsrats des Bildungsministeriums. Sergei Witte berichtet, Antonowitsch sei 1905 aus Karrieregründen Unterstützer der autokratisch-zarentreuen Schwarzen Hundert geworden, er sei aber trotzdem in Pension geschickt worden.
Der Brockhaus-Efron urteilte, in seinen Schriften habe er sich wenig um Praxisbezug gekümmert und die brennenden sozialen Fragen ausgelassen, die er als „Erfindung“ interessierter Kreise verstanden habe. Zudem habe er die zeitgenössische wissenschaftliche Entwicklung ignoriert und sei auf dem Stand ökonomischer Klassiker wie Adam Smith, Andrej Karlowitsch Schtorch und Frédéric Bastiat verharrt. Witte nannte Antonowitsch einen „besseren Professor als Pichno, seine Bücher zeigten mehr Talent“, aber Pichno sei „zweifellos intelligenter, überzeugungsfester und charakterlich stärker“ gewesen. Witte habe an Antonowitsch seine „Einfachheit“ und „Schlauheit“ geschätzt, er sei aber auch „grob“ und „ungehobelt“ gewesen.

## Belege
1. ↑  Natan M. Meir: Kiev, Jewish Metropolis: A History, 1859–1914. Indiana University Press, Bloomington IN 2010, ISBN 978-0-253-35502-7, S. 204.
2. ↑  Sergei Witte: The Memoirs of Count Witte. A Portrait of the Twilight Years of Tsarism by the Man Who Built Modern Russia. Hrsg. von Sidney Harcave. Sharpe, Armonk 1990, S. 84.
3. ↑  Sergei Witte: The Memoirs of Count Witte. A Portrait of the Twilight Years of Tsarism by the Man Who Built Modern Russia. Hrsg. von Sidney Harcave. Sharpe, Armonk 1990, S. 163 f.
4. 1 2  Sergei Witte: The Memoirs of Count Witte. A Portrait of the Twilight Years of Tsarism by the Man Who Built Modern Russia. Hrsg. von Sidney Harcave. Sharpe, Armonk 1990, S. 190.
5. ↑  Sergei Witte: The Memoirs of Count Witte. A Portrait of the Twilight Years of Tsarism by the Man Who Built Modern Russia. Hrsg. von Sidney Harcave. Sharpe, Armonk 1990, S. 247 f. Die Darstellung Wittes übernimmt vollständig Sidney Harcave: Count Sergei Witte and the Twilight of Imperial Russia. A Biography. Routledge, Abingdon 2004, ISBN 0-7656-1422-7, S. 51.
6. ↑  Wladimir Kokowzow: Out of My Past. Memoirs of Count Kokovtsov. Stanford University Press, New York 1935, S. 442.
7. ↑  Genauer zu dieser Politik Clive Trebilcock: The Industrialisation of the Continental Powers 1780–1914. Routledge, Abingdon 1981, S. 272.
8. ↑  Wladimir Gurko: Features and Figures Out of the Past. Government and Opinion in the Reign of Nicholas II. Hrsg. von J. E. Wallace Sterling, Xenia Joukoff Eudin, H. H. Fisher. Russell & Russell, New York 1967,  S. 55.
9. 1 2  Sergei Witte: The Memoirs of Count Witte. A Portrait of the Twilight Years of Tsarism by the Man Who Built Modern Russia. Hrsg. von Sidney Harcave. Sharpe, Armonk 1990, S. 85.
10. ↑  Антонович (Афиноген Яковлевич). In: Brockhaus-Efron. Bd. 1, Sankt Petersburg, 1905, S. 128 f., hier S. 129 (online bei der russischsprachigen Wikisource).

| Personendaten    | Personendaten                            |
| ---------------- | ---------------------------------------- |
| NAME             | Antonowitsch, Afinogen Jakowlewitsch     |
| ALTERNATIVNAMEN  | Антонович, Афиноген Яковлевич (russisch) |
| KURZBESCHREIBUNG | russischer Ökonom und Statistiker        |
| GEBURTSDATUM     | 1848                                     |
| STERBEDATUM      | 7. Juli 1917                             |